# Joan Harrison (plivačica)
Joan Harrison (East London, 29. studenog 1935. – ?, 20. svibnja 2025.) bila je južnoafrička plivačica.
Olimpijska je pobjednica u plivanju, a godine 1982. primljena je u Kuću slavnih vodenih sportova.